# 伊江朝藩
伊江 朝藩（いえ ちょうはん、1740年〈元文5年/乾隆5年〉 - 1801年〈寛政13年/享和元年/嘉慶6年〉）は、琉球王国第二尚王氏王統の人。唐名は向執仲。伊江御殿七世である伊江王子朝倚の長男。伊江御殿八世。
1755年（宝暦5年/乾隆20年）8月1日、欹髻を結い、伊江島大城の名島を賜る。同年12月1日、南風之平等総與頭職となる。1760年（宝暦10年/乾隆25年）2月1日、寺社奉行職に就く。 1763年（宝暦13年/乾隆28年）、家統を継いで伊江島地頭職に任ぜられる。1769年（明和6年/乾隆34年）、大与奉行職、1780年（安永9年/乾隆45年）、御系図奉行職に任ぜられる。

## 系譜
- 父：伊江王子朝倚（向氏伊江御殿七世）
- 母： 瑞慶覧翁主（尚敬王次女）
- 室：真呉染（向成章・宜野湾親方朝昌の娘）
- 長女：思戸金（毛宣謨・美里里之子親雲上安執に嫁ぐ）
- 次女：真牛金（翁世温・佐久間里主盛寧に嫁ぐ）
- 長男：伊江按司朝郁（向氏伊江御殿九世）
- 次男：朝憲
- 三女：真鍋樽（尚周・義村王子朝宜に嫁ぐ）
- 四女：真伊奴金（向文英・仲座里之子朝憲に嫁ぐ）
- 継室：真勢仁金（向邦寧・仲座親方朝恒の娘）